# Isla Galera
Isla Galera (en euskera Galera Uhartea) es el nombre que recibe una pequeña isla fluvial que está situada en el río Bidasoa, municipio de Irún, provincia de Guipúzcoa, España. 